# Butilone
Il butilone, noto anche come β-cheto-N-metilbenzodiossolilbutanamina (‘’’βk-MBDB’’’) o butylone, è un composto chimico psicoattivo con effetti entactogeni, psichedelici e stimolanti facente parte della classe chimica della fenetilammina. È l'analogo β-keto (catinone sostituito) del MBDB e l'analogo sostituito del metilendioossimetilammina di bupedrone.